# Llandeta de peix
La llandeta de peix o simplement llandeta és un plat típic de Dénia, Xàbia i Calp.

## Característiques
Aquest plat consisteix en una barreja de peixos diferents amb arròs. Entre aquests s'inclou, curiosament, un peix blau, el verat, que s'agermana amb un peix blanc com el rap. Les galeres, crustaci que hom no troba a tot arreu, i la combinació de les creïlles amb l'arròs, també són aspectes interessants d'aquest plat des del punt de vista gastronòmic.
El nom del plat prové de la "llandeta" amb forma de llanda de roda, on es preparava originàriament. Sembla que aquest plat és d'origen molt antic, car formes de preparar un plat similar han estat descrites en l'Ateneu de Nàucratis.

## Preparació
Es comença preparant una picada amb la nyora i els alls. Després, se sofregeixen la col i les creïlles (patates) en el mateix oli i s'afegeix la picada de nyora. A continuació, se li tira l'aigua necessària i es deixa coure al voltant de deu minuts. Tot seguit, s'incorporen els peixos i les galeres per ordre de textura i de duresa, començant pel rap, que és el més dur. Després d'agregar el safrà, es deixa coure tot durant 10-12 minuts i es cola el brou.
A banda, en una casserola, se sofregeix l'arròs en un poc d'oli i s'afegeix el brou del peix. Cal deixar-ho coure uns 18 minuts abans d'apagar el foc.